# Syrrhopodon leboucherianus
Syrrhopodon leboucherianus là một loài rêu trong họ Calymperaceae. Loài này được Paris & Broth. W.D. Reese mô tả khoa học đầu tiên năm 1961.